# Kathellen Sousa
Kathellen Sousa (São Vicente, São Paulo, 26 de abril de 1996) es una futbolista brasileña que juega como defensa en el Al-Nassr FC de la Saudi Women's Premier League de Arabia Saudita. Es internacional absoluta con la selección de Brasil.

## Trayectoria

### Inicios y etapa en Burdeos
De joven, a Kathellen le encantaba el fútbol, pero principalmente tenía que jugar fútbol sala. Tuvo problemas para encontrar un campo de fútbol en su ciudad natal de Baixada Santista, especialmente después de que se cerrara el equipo femenino del Santos Futebol Clube en 2012. Debido a ello solicitó una beca deportiva en los Estados Unidos y fue admitida por Monroe College de la National Collegiate Athletic Association (NCAA). Tras dos años finalizó sus estudios con los Louisville Cardinals y los University of Central Florida Knights de la División I de la NCAA, máxima categoría de las ligas universitarias.
Tras su etapa formativa recibió una oferta del Football Club des Girondins de Bordeaux francés a mitad de la temporada 2017-18. Su debut como profesional se produjo el 4 de febrero de 2018 frente al Olympique de Marsella, donde su equipo perdió por 1-0. Tres encuentros después anotó su primer tanto, en un partido frente al Rodez Aveyron Football y que finalizó con empate a dos goles. La jugadora ses consolidó desde el inicio como titular pese a su escaso bagaje en el fútbol de alto nivel.
Para la nueva temporada, que sí pudo comenzar con sus compañeras fue uno de los pilares defensivos del equipo y disputó un total de 18 encuentros en los que anotó dos goles. Su equipo finalizó en la cuarta posición del campeonato, a tan solo dos plazas de obtener acceso a la Liga de Campeones. En la Copa de Francia cayeron eliminadas en los dieciseisavos de final por un equipo de Segunda División, al igual que la temporada pasada. A la conclusión de la temporada firmó una extensión de dos años con el club bordelés.

## Selección nacional
El entrenador de la selección de Brasil, Vadão Fumeiro, convocó a Kathellen por primera vez en junio de 2018, para unas sesiones de entrenamiento antes del Torneo de Naciones de 2018. Al ser fuera del calendario internacional de partidos de la FIFA, algunas jugadoras de la selección nacional no fueron liberadas por sus clubes, lo que hizo que Vadão considerara a otras. Debutó el 26 de julio de 2018 como sustituta de Daiane Limeira en la derrota por 3-1 ante Australia.

## Estadísticas

### Clubes
Actualizado al último partido disputado el 21 de agosto de 2022.
| F. C. Girondins de Bordeaux Francia | 2017-18       | 1.ª           | 9  | 1 | — | — | — | — | 9  | 1 | 0.11 |
| F. C. Girondins de Bordeaux Francia | 2018-19       | 1.ª           | 18 | 2 | 1 | — | — | — | 19 | 2 | 0.11 |
| F. C. Girondins de Bordeaux Francia | 2019-20       | 1.ª           | 6  | — | 1 | 1 | — | — | 7  | 1 | 0.14 |
| F. C. Girondins de Bordeaux Francia | Total club    | Total club    | 33 | 3 | 2 | 1 | 0 | 0 | 35 | 4 | 0.11 |
| F. C. Internazionale · Italia | 2020-21       | 1.ª           | 11 | — | — | — | — | — | 11 | 0 | 0    |
| F. C. Internazionale · Italia | 2021-22       | 1.ª           | 17 | 1 | 2 | — | — | — | 19 | 1 | 0.05 |
| F. C. Internazionale · Italia | Total club    | Total club    | 28 | 1 | 2 | 0 | 0 | 0 | 30 | 1 | 0.03 |
| Real Madrid C. F. · España | 2022-23       | 1.ª           | —  | — | — | — | 2 | — | 2  | 0 | 0    |
| Total carrera | Total carrera | Total carrera | 61 | 4 | 4 | 1 | 2 | 0 | 67 | 5 | 0.07 |
| (1) Incluye datos de Copa de Francia (2017-20) / Copa Italia (2020-22) / España: Copa, Supercopa (2022-Act.) (2) Incluye datos de Liga de Campeones (2017-Act.). (3) No incluye datos de partidos amistosos. |               |               |    |   |   |   |   |   |    |   |      |

## Palmarés

### Títulos internacionales
| Título                | Selección | País     | Año  |
| --------------------- | --------- | -------- | ---- |
| Copa América Femenina | Brasil    | Colombia | 2022 |